# Radanyé
Radanyé ou Radanje (en macédonien Радање) est un village de l'est de la Macédoine du Nord, situé dans la municipalité de Karbintsi. Le village comptait 471 habitants en 2002.

## Démographie
Lors du recensement de 2002, le village comptait :
- Macédoniens : 318
- Turcs : 118
- Valaques : 34
- Serbes : 1